# Jörð
Jörð (isl. „ziemia”; zwana także Fjörgyn lub Hlóðyn; w zapisie anglosaskim czasami jako Jord lub Jorth) – staronordycka bogini uosabiająca personifikowaną Ziemię. Jest lodową olbrzymką z Jotunheimu, jednak z powodu jej miłosnych związków z bogami zaliczana jest w ich poczet. Córka Annara i Nótt, kochanka Odyna, matka Thora i Meiliego.